# Gyldendals Leksikon
Gyldendals Leksikon er navnet på en række almene leksika fra forlaget Gyldendal:
| Navn                                                          | Udgivet   | Medie    | Bind | ISBN               |
| ------------------------------------------------------------- | --------- | -------- | ---- | ------------------ |
| Gyldendals Online Leksikon                                    | 2006      | Website  | -    | -                  |
| Gyldendals Lille Leksikon                                     | 2006      | Bog      | 1    | ISBN 87-02-02177-3 |
| Gyldendals DVD Leksikon                                       | 2006      | Dvd      | -    | ISBN 87-02-04535-4 |
| Gyldendals Leksikon / Gyldendals Leksikon på Krak             | ?         | Website  | -    | -                  |
| Gyldendals Etbindsleksikon                                    | 2003      | Bog + cd | 1    | ISBN 87-02-02033-5 |
| Gyldendals Leksikon 1-3                                       | 2002      | Bog      | 3    | ISBN 87-00-68858-4 |
| Gyldendals Leksikon Fakta                                     | 1990      | Bog      | 4    |                    |
| Gyldendals tobinds leksikon                                   | 1982      | Bog      | 2    |                    |
| Gyldendals tibinds leksikon                                   | 1978-1984 | Bog      | 10   |                    |
| Gyldendals Leksikon I-II                                      | 1973      | Bog      | 2    | ISBN 87-00-55302-6 |
| Gyldendals Leksikon (Gyldendalske boghandel – Nordisk forlag) | 1931      | Bog      | 4    |                    |

Gyldendal har også udgivet Den Store Danske Encyklopædi (SDE), og dvd- og web-udgaverne af Gyldendals Leksikon benytter materiale fra SDE sammen med materiale fra trebindsudgaven af Gyldendals Leksikon fra 2002.
Netudgaverne af Gyldendals Leksikon/SDE var en abonnementsbaseret tjeneste, der senere blev afløst af Den Store Danske, der er gratis at bruge.